# Tên lửa phòng không vác vai

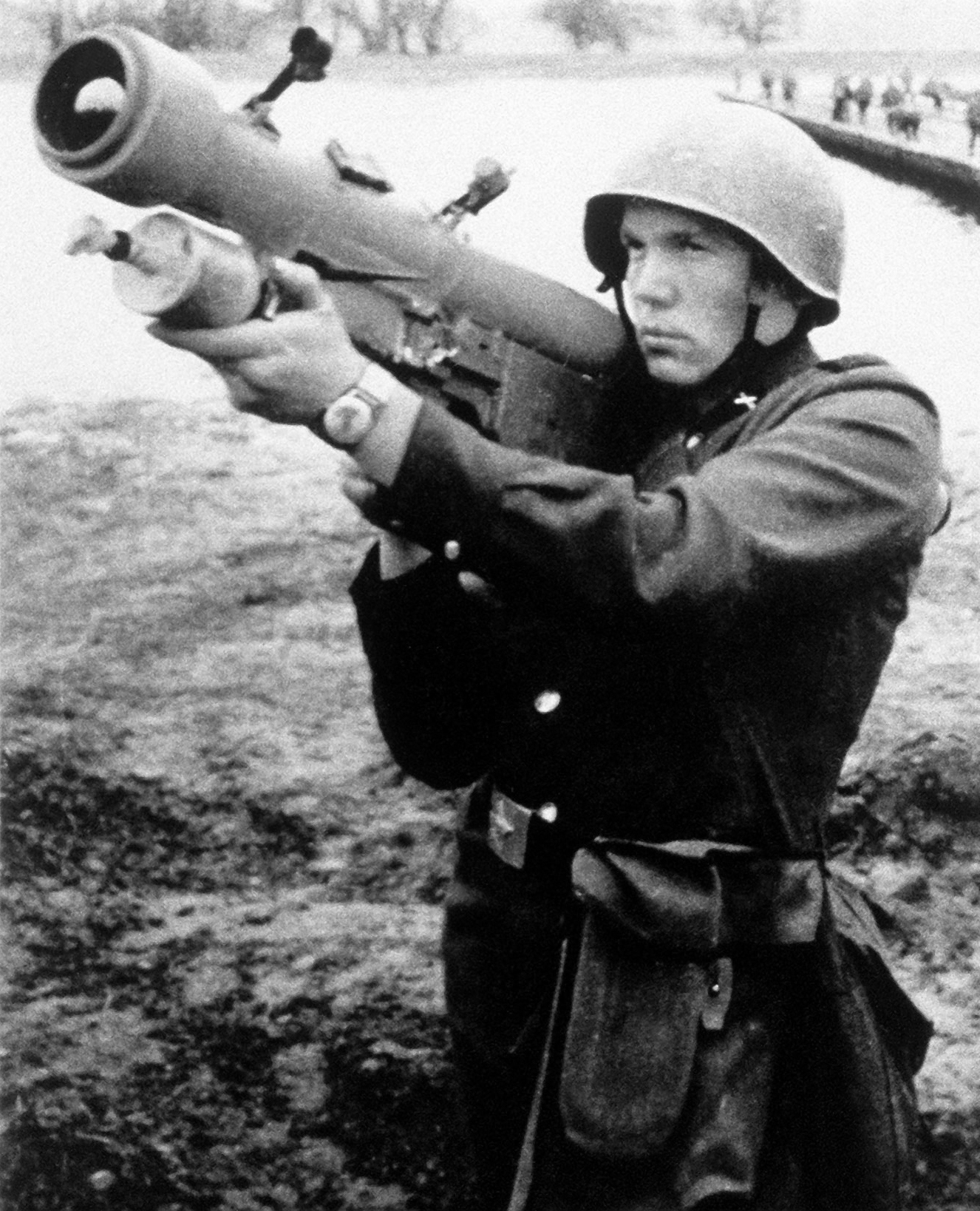
Một tên lửa phòng không vác vai 9K32 Strela-2 của Liên Xô.

Tên lửa phòng không vác vai hay Hệ thống tên lửa phòng không vác  vai tên tiếng Anh là Man-portable air-defense systems (MANPADS hay MPADS) là một hệ thống tên lửa đất đối không có khả năng mang vác. Loại tên lửa phòng không này là loại tên lửa có điều khiển và là mối đe dọa đối với các máy bay bay thấp đặc biệt là máy bay trực thăng.

## Tổng quan
MANPADS được phát triển vào những năm 1950 để giúp lực lượng mặt đất có thể đối phó với các loại máy bay phản lực của đối phương. Tên lửa phòng không mang vác là một trong các loại vũ khí được kiểm soát chặt chẽ do chúng đã từng được các lực lượng khủng bố sử dụng để đe dọa các máy bay thương mại. Do tên lửa phòng không vác vai có giá thành rẻ và có sẵn rộng rãi thông qua nhiều nguồn khác nhau, nên chúng đã được sử dụng rất thành công trong ba thập kỷ qua trong cả các cuộc xung đột quân sự và bởi các tổ chức khủng bố.
Có 25 quốc gia, bao gồm Vương quốc Anh, Hoa Kỳ, Ba Lan, Thụy Điển, Nga và Iran sản xuất hệ thống phòng không mang vác. Việc sở hữu, xuất khẩu và buôn bán các loại vũ khí như vậy được kiểm soát chặt chẽ do chúng gây ra mối đe dọa đối với mấy bay dân dụng.
Tên lửa phòng không mang vác có chiều dài từ 1,5 đến 1,8 m (5 đến 6 ft) và trọng lượng từ 17 đến 18 kg (37 đến 40 lb), tùy theo loại. MANPADS thường có cự ly phát hiện mục tiêu khoảng 10 km (6 dặm) và phạm vi giao tranh khoảng 6 km (4 dặm), do đó máy bay bay ở độ cao 6.100 mét (20.000 ft) trở lên tương đối an toàn trước các hệ thống tên lửa phòng không MANPADS.

## Các kiểu tên lửa MANPADS

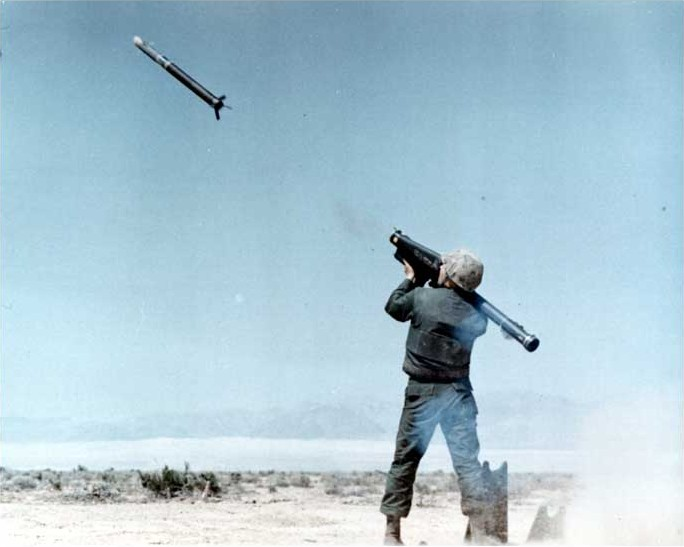
Một binh sĩ đang thực hành bắn tên lửa phòng không mang vác FIM-43C Redeye, ngay sau khi chụp bức ảnh này động cơ hành trình được kích hoạt

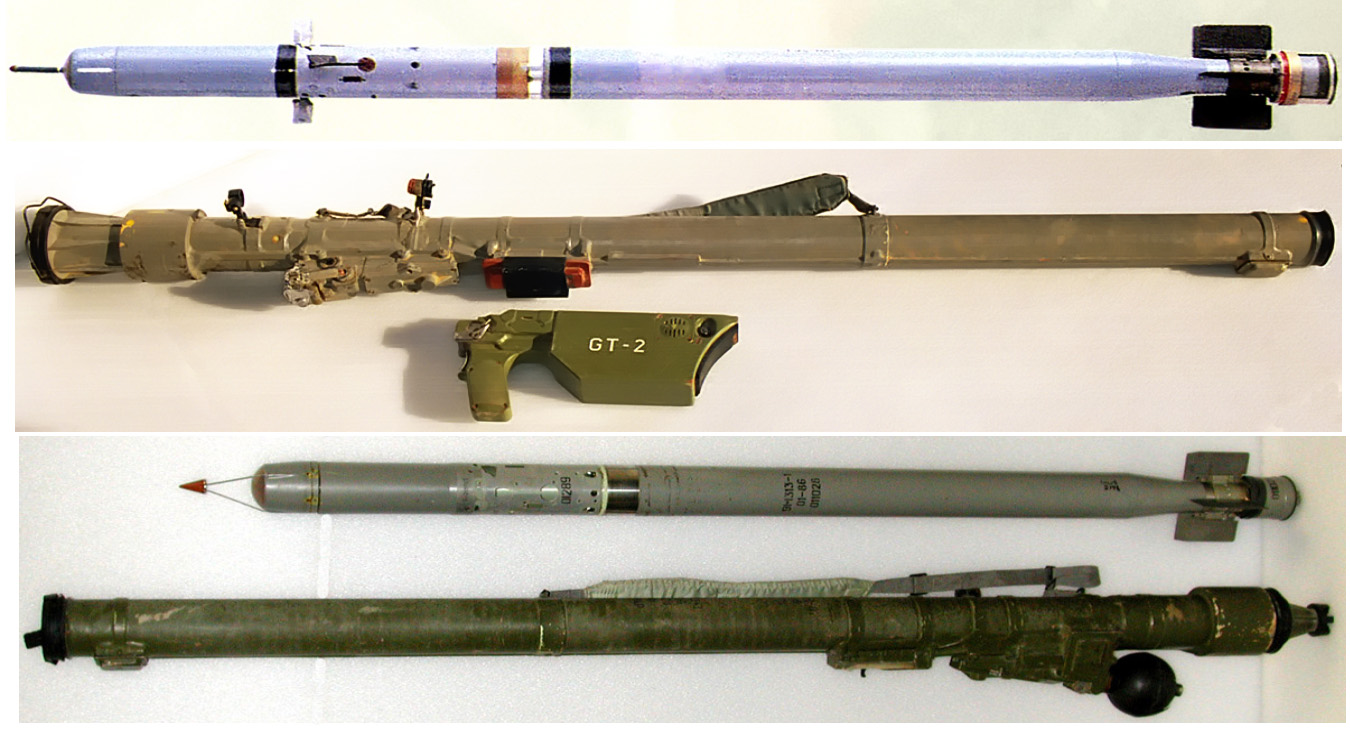
Hệ thống tên lửa phòng không mang vác SA-18 (Igla) cùng với ống phóng và báng cầm (phía trên) và tên lửa 9K38 Igla (Igla-1) và ống phóng (phía dưới)

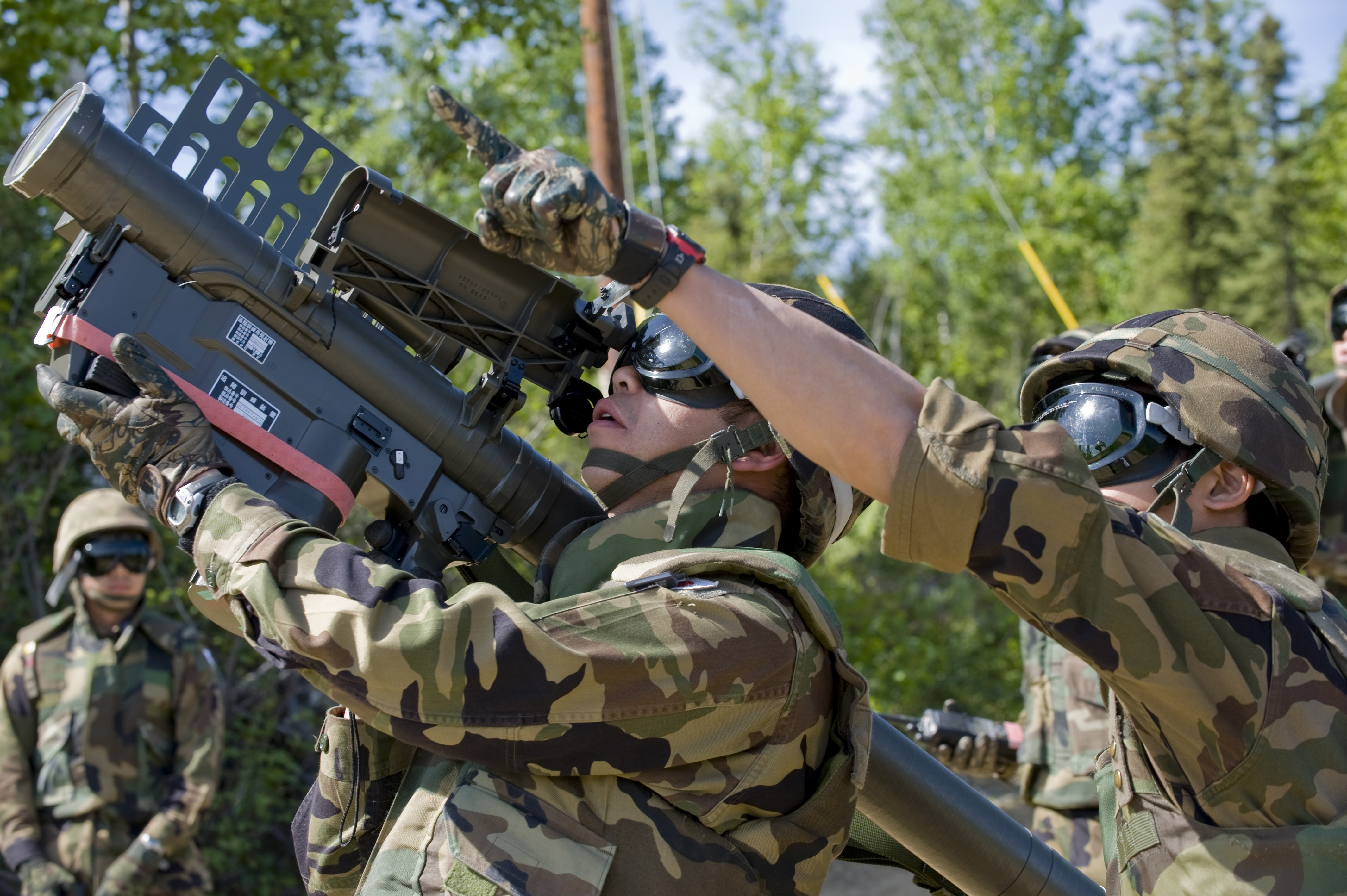
Một người lính Không quân Nhật Bản đang sử dụng tên lửa vác vai Type 91 Kai trong cuộc tập trận Red Flag tại Alaska năm 2008.

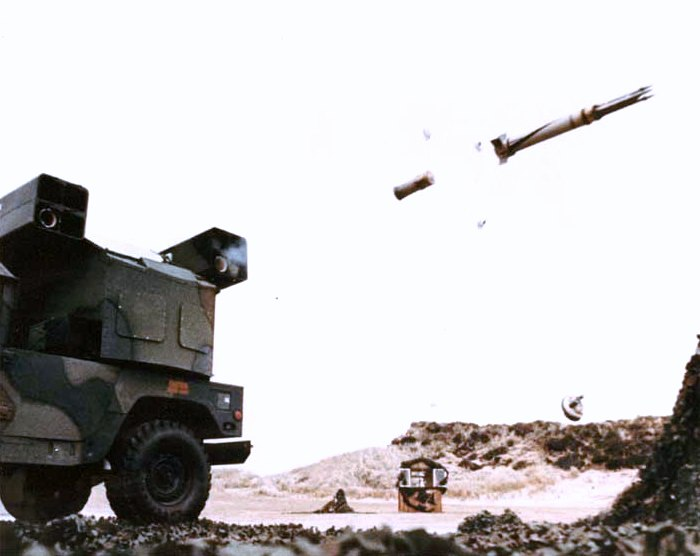
Tên lửa đất đối không Starstreak được phóng từ xe thiết giáp M1097 AN/TWQ-1 Avenger.

### Tên lửa có đầu dò hồng ngoại
Tên lửa đầu dò hồng ngoại (đầu dò tầm nhiệt) được thiết kế để đuổi theo những nguồn phát nhiệt mạnh trên máy bay đối phương như động cơ, và kích nổ đầu đạn khi đạt tới đủ gần mục tiêu hoặc đơn giản là kích nổ khi bắn trúng mục tiêu. Những tên lửa kiểu này sử dụng kiểu dẫn đường bị động, nghĩa là nó không hề phát ra một loại bức xạ nhiệt nào, khiến nó ít bị phát hiện bởi máy bay đối phương.

#### Thế hệ I
Các tên lửa phòng không vác vai đời đầu được triển khai vào những năm 1960 là thuộc kiểu đầu dò hồng ngoại. Các MANPADS, như Redeye (Mỹ), thế hệ đầu của dòng tên lửa 9K32 Strela-2 (Liên Xô), và HN-5 (Trung Quốc chế tạo dựa trên Strela-2), chỉ có thể tấn công mục tiêu từ phía sau do đầu dò của thế hệ tên lửa này chưa được làm lạnh nên chỉ có thể hướng vào nguồn nhiệt đủ lớn như động cơ phản lực của máy bay. Tên lửa IR thế hệ đầu cũng rất dễ bị ảnh hưởng bởi các dấu hiệu nhiệt từ môi trường, ví dụ như mặt trời, thế hệ tên lửa này cũng tỏ ra thất thường nhất là ở giai đoạn tiếp cận mục tiêu. Mặc dù đã lạc hậu, các MANPADS thế hệ đầu vẫn còn được sử dụng phổ biến trong các lực lượng không chính quy vì chúng không bị giới hạn bởi thời hạn sử dụng ngắn của thiết bị làm mát đầu dò tên lửa bằng khí được sử dụng phổ biến trên các hệ thống tên lửa hiện đại.

#### Thế hệ II
Các tên lửa phòng không vác vai thuộc thế hệ II bao gồm Stinger (Mỹ), tên lửa Strela-3 (Liên Xô), và tên lửa FN-6 (Trung Quốc), đều sử dụng đầu dò được làm lạnh bằng khí, và kỹ thuật quét hình côn, cho phép chúng có thể phân biệt mục tiêu khỏi phần lớn các nguồn nhiệt từ môi trường bên ngoài đồng thời cũng cho phép tên lửa có thể tấn công mục tiêu từ phía trước hoặc từ bên cạnh. các phiên bản cải tiến của tên lửa FIM-43 Redeye được coi là nằm giữa thế hệ đầu tiên và thế hệ thứ hai vì chúng được làm mát bằng khí nhưng vẫn sử dụng đầu dò kiểu quét quay.

#### Thế hệ III
Thế hệ tên lửa thứ 3 như Mistral (Pháp), 9K38 Igla (Liên Xô), và Stinger B (Mỹ), sử dụng phương pháp quét rosette để tạo ra ảnh gần đúng về mục tiêu. Đầu dò của tên lửa sẽ so sánh dữ liệu thu được từ hai dải tần số quét là tử ngoại và hồng ngoại, giúp chúng có thể phân biệt được mục tiêu và mồi bẫy.

#### Thế hệ IV
Các tên lửa phòng không vác vai thế hệ 4 có thể kể đến như FIM-92 Stinger Block 2 (Mỹ), 9K333 Verba của Nga, tên lửa QW-4 của Trung Quốc, tên lửa VSHORAD của Ấn Độ và tên lửa Type 91 của Nhật. Tên lửa thế hệ này sử dụng phương thức dẫn đường bằng ảnh nhiệt kết hợp nhiều cảm biến khác, cho phép tên lửa có khả năng tấn công mục tiêu từ cự ly lớn hơn nhiều.

### Command line-of-sight (Điều khiển bằng lệnh vô tuyến theo đường ngắm)
Điều khiển bằng lệnh radio theo đường ngắm (CLOS) không hướng mục tiêu vào các nguồn phát xạ nhiệt hoặc bức xạ sóng radar trên máy bay mục tiêu. Thay vào đó người điều khiển tên lửa hay trắc thủ sẽ quan sát bằng mắt để tìm kiếm và theo dõi mục tiêu nhờ ống ngắm quang học có phóng đại và sau đó sẽ điều khiển tên lửa "bay" vào mục tiêu nhờ lệnh điều khiển vô tuyến. Một trong những ưu điểm của các tên lửa như vậy là nó hầu như không bị ảnh hưởng bởi pháo sáng và các hệ thống đối phó cơ bản khác được thiết kế chủ yếu để đối phó với tên lửa hồng ngoại. Nhược điểm chính của tên lửa điều khiển bằng lệnh vô tuyến là chúng đòi hỏi người vận hành được đào tạo và có kỹ năng cao. Nhiều báo cáo từ Chiến tranh Liên Xô-Afghanistan vào những năm 1980 trích dẫn rằng lực lượng Mujahedin Afghanistan đã thất vọng với tên lửa Blowpipe điều khiển theo đường ngắm CLOS do Anh cung cấp vì nó quá khó để học cách sử dụng và cực kỳ không chính xác, đặc biệt là khi sử dụng chống lại máy bay phản lực di chuyển nhanh. Do đó, nhiều chuyên gia tin rằng tên lửa CLOS không phù hợp cho các kíp điều khiển tên lửa chưa qua đào tạo, trong khi tên lửa IR dễ tiếp cận do nó là tên lửa "bắn và quên".
Các tên lửa CLOS thế hệ tiếp theo như tên lửa đất đối không Javelin của Anh (không nhầm với loại tên lửa chống tăng tiên tiến FGM-148 Javelin của Mỹ), sử dụng đầu dò truyền hình để hỗ trợ cho pháo thủ có thể điều khiển tên lửa dễ hơn. Nhà sản xuất Javelin, Thales Air Defence, tuyên bố rằng tên lửa của họ hầu như không bị ảnh hưởng bởi các biện pháp đối phó.

### Dẫn đường bằng laser
Các hệ thống tên lửa phòng không vác vai dẫn đường bằng laser sử dụng phương thức điều khiển đạn tên lửa lái theo cánh sóng khi mà cảm biến ở đuôi tên lửa sẽ phát hiện tín hiệu laser phát từ bệ phóng tên lửa và điều khiển tên lửa sao cho nó bay chính xác ở giữa hai tia laser. Các loại tên lửa như RBS-70 của Thụy Điển và tên lửa Starstreak của Anh có khả năng tấn công mục tiêu từ mọi góc độ và chỉ cần xạ thủ tên lửa liên tục theo dõi mục tiêu và duy trì điểm ngắm laser luôn nằm trên mục tiêu. Phiên bản mới nhất của RBS 70 có chế độ theo dõi mục tiêu, trong đó các điều chỉnh ngắm chính xác của bộ phát laser được xử lý bởi chính bệ phóng, người dùng chỉ phải thực hiện các hiệu chỉnh đường ngắm. Vì không có liên kết dữ liệu vô tuyến từ mặt đất đến tên lửa, nên tên lửa không thể bị gây nhiễu một khi đã được phóng đi. Mặc dù tên lửa dẫn đường bằng chùm tia laser vẫn đòi hỏi phải đào tạo và kỹ năng tương đối chuyên sâu để vận hành, nhiều chuyên gia coi những tên lửa này đặc biệt đáng sợ do tên lửa có khả năng chống lại hầu hết các biện pháp đối phó thông thường đang được sử dụng hiện nay.

## Một số sự kiện liên quan
- Vào ngày 27 tháng 2 năm 1991, trong Chiến dịch Bão táp Sa mạc , một chiếc F-16 của Không quân Hoa Kỳ đã bị một tên lửa phòng không 9K38 Igla (phiên bản 9K310 Igla-1) bắn hạ.[15]
- Vào ngày 16 tháng 4 năm 1994, trong Chiến dịch Deny Flight, một chiếc Sea Harrier của Phi đội Không quân Hải quân 801 của Hải quân Hoàng gia Anh, hoạt động từ tàu sân bay HMS Ark Royal, đã bị 9K310 Igla-1 bắn hạ.[16]
- Vào ngày 30 tháng 8 năm 1995, một chiếc Mirage 2000D của Không quân Pháp đã bị bắn hạ trên bầu trời Bosnia bởi một tên lửa tầm nhiệt 9K38 Igla do các đơn vị phòng không của Quân đội Republika Srpska bắn.[17]
- Vào ngày 27 tháng 5 năm 1999, quân đội Pakistan đã sử dụng tên lửa phòng không mang vác Anza Mk-II để tấn công máy bay Ấn Độ trong cuộc xung đột Kargil. Một chiếc MiG-27 của Không quân Ấn Độ đã bị lực lượng Phòng không Lục quân Pakistan bắn hạ.[18]
- Vụ rơi máy bay Mi-26 tai Khankala năm 2002: Ngày 19/8/2002, một tên lửa phòng không vác vai Igla đã bắn rơi một chiếc máy bay trực thăng Mil Mi-26, máy bay đã rơi xuống một bãi mìn gần căn cứ quân sự tại Khankala gần thủ phủ Chechnya của tỉnh Grozny. 127 lính Nga cùng phi hành đoàn hi sinh.
- Trong cuộc chiến tranh Nam Ossetia năm 2008, lực lượng quân đội Gruzia sử dụng tên lửa phòng không vác vai Grom.
- Nội chiến Syria
  - Ngày 3/2/2018, máy bay Sukhoi Su-25 do phi công Thiếu tá Roman Filipov bị MANPADS bắn rơi trong khu vực của lực lượng nổi dậy trong khi đang tiến hành nhiệm vụ không kích thành phố Saraqib, Tây Bắc Syria .[19]
- Chiến tranh tại Donbas[20]
- Nga xâm lược Ukraina

### Chống tên lửa hành trình
Trong cuộc chiến tại Ukraina đã ghi nhận trường hợp lực lượng quân đội Ukraina bắn rơi tên lửa hành trình của Nga bằng tên lửa phòng không vác vai. Since then, other instances have been videoed and shared on social media platforms.

### Các vụ khủng bố tấn công máy bay chở khách
- Vụ việc Chuyến bay số 825 của Air Rhodesia là lần đầu tiên máy bay thương mại bị tên lửa đất đối không vác vai tấn công. Phi công vẫn có khả năng tiến hành hạ cánh khẩn cấp.
- Chuyến bay RH827 cũng của hãng hàng không Air Rhodesia bị bắn rơi tháng 2/1979 bởi lực lượng giải phóng Zimbabwe sử dụng tên lửa Strela 2. Tất cả hành khách cùng phi hành đoàn thiệt mạng.
- Vụ tấn công máy bay chở khách tai Sukhumi năm 1993, theo đó 5 máy bay chở khác đã bị bắn rơi trong 4 ngày tại Sukhumi, Abkhazia, Georgia, khiến 108 người thiệt mạng.[23]
- Ngày 6/4/1994, một vụ một tên lửa đất đối không đã bắn trúng một bên cánh của chiếc Dassault Falcon 50 chở phi hành đoàn người Pháp và chín hành khách, bao gồm cả tổng thống Rwanda Juvénal Habyarimana và tổng thống Burundi Cyprien Ntaryamira, khi máy bay chuẩn bị hạ cánh tại Kigali, Rwanda, trước khi một tên lửa thứ hai bắn trúng đuôi máy bay. Chiếc máy bay bốc cháy giữa không trung trước khi đâm vào khu vườn của dinh tổng thống, phát nổ khi va chạm. Sự cố này chính là tia lửa châm ngòi cho cuộc diệt chủng ở Rwanda.
- Chuyến bay LN 602 của Lionair bị bắn hạ năm 1998 : Vào ngày 7 tháng 10 năm 1998, Lực lượng Những con Hổ giải phóng Tamil đã bắn hạ một máy bay ngoài khơi bờ biển Sri Lanka.
- Vụ tấn công máy bay chở khách Mombasa năm 2002: Vào ngày 28 tháng 11 năm 2002, một máy bay chở khách Boeing 757 chở theo 271 du khách từ Mombasa trở về Israel sau khi cất cánh từ Sân bay quốc tế Moi đã bị nhóm khủng bố tấn công bằng tên lửa Strela-2 (SA-7). Các tên lửa đã bắn trượt máy bay, máy bay vẫn tiếp tục bay an toàn đến Tel Aviv.
- Ngày 22 tháng 11 năm 2003, một máy bay chở hàng Airbus A300 B4-203F, đã bị trúng tên lửa SA-14, khiến hệ thống thủy lực của máy bay bị mất. Sau đó, phi hành đoàn đã hạ cánh an toàn cho máy bay bị hỏng bằng cách chỉ sử dụng lực đẩy động cơ vi sai bằng cách điều chỉnh các nút điều khiển bướm ga riêng lẻ của từng động cơ.
- Ngày 23 tháng 3 năm 2007, một chiếc máy bay Ilyushin Il-76 của TransAVIAexport Airlines đã bị rơi ở ngoại ô Mogadishu , Somalia, trong Trận chiến Mogadishu năm 2007. Các nhân chứng khẳng định rằng máy bay bị bắn rơi do tên lửa phòng không vác vai. Tuy nhiên, các quan chức Somalia phủ nhận rằng máy bay đã bị bắn hạ.

## Các biện pháp đối phó

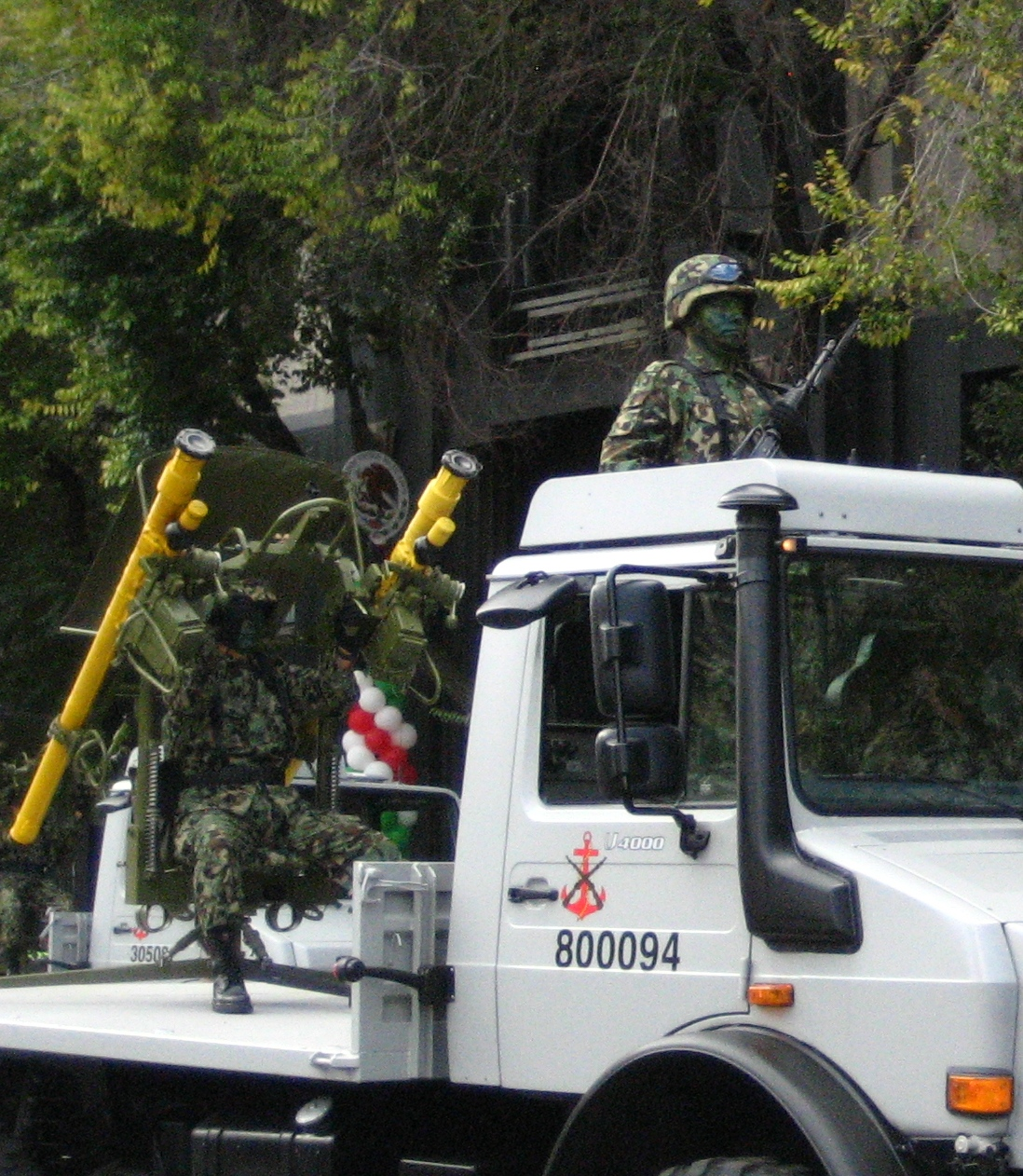
Một hệ thống gồm hai ống phóng tên lửa 9K38 Igla (SA-18) được đặt trên xe tải Mercedes-Benz Unimog trang bị cho quân đội Mexico.

Hệ thống phòng không mang vác là một mặt hàng phổ biến trên thị trường chợ đen đối với các lực lượng nổi dậy và khủng bố.
Hiểu được vấn đề vào năm 2003, Colin Powell đã nhận xét rằng "không có mối đe dọa nào nghiêm trọng hơn đối với hàng không" hơn tên lửa phòng không vác vai, bằng tên lửa vác vai chỉ có trị giá vài trăm đô la cũng có thể bắn rơi máy bay trực thăng hoặc máy bay dân dụng. Mỹ đã tiến hành phá hủy hơn 30.000 hệ thống tên lửa phòng không vác vai từ năm 2003 nhưng vẫn có hàng nghìn hệ thống tên lửa phòng không vác vai trôi nổi ngoài chợ đen đặc biệt là tại Iraq khi chúng được tuồn ra ngoài từ kho vũ khí của quân đội Iraq dưới thời Saddam Hussein, điều tương tự cũng diễn ra tại Afghanistan. 
Với sự gia tăng các vụ việc sử dụng MANPADS đe dọa các máy bay thương mại, một số biện pháp đối phó đã được áp dụng để bảo vệ máy bay trước tên lửa phòng không vác vai.
- AN/ ALQ-144 , AN/ALQ-147 và AN/ALQ-157 là các hệ thống phòng thủ do Hoa Kỳ sản xuất, được Sanders Associates phát triển vào những năm 1970.
- AN/ALQ-212 ATIRCM, AN/AAQ-24 Nemesis là các hệ thống của NATO do BAE Systems và Northrop Grumman phát triển .

- Civil Aircraft Missile Protection System (CAMPS)—Do Saab Avitronics phát triển, Chemring Countermeasures and Naturelink Aviation

## Các loại MANPADS

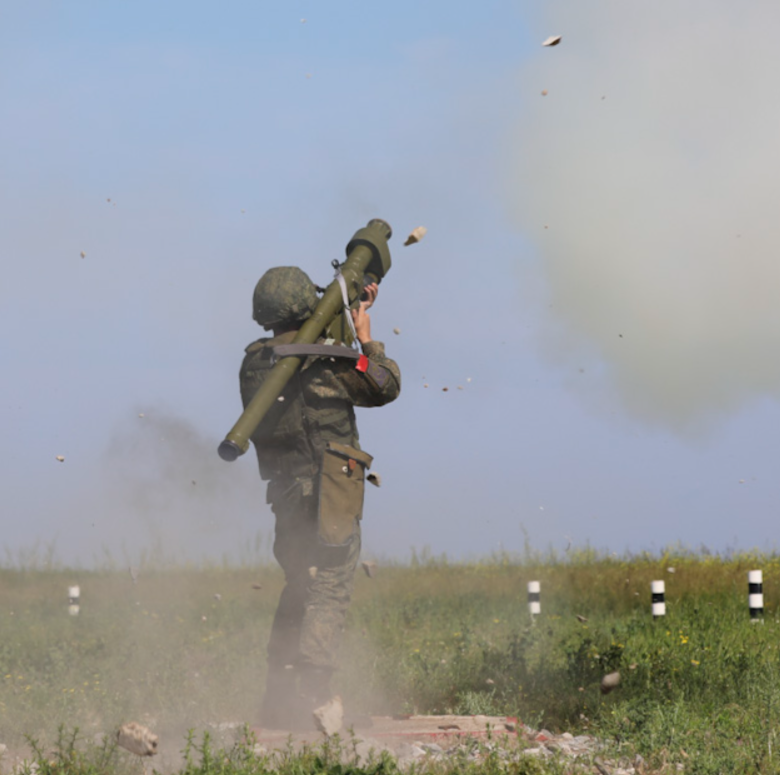
Luyện tập sử dụng MANPADS

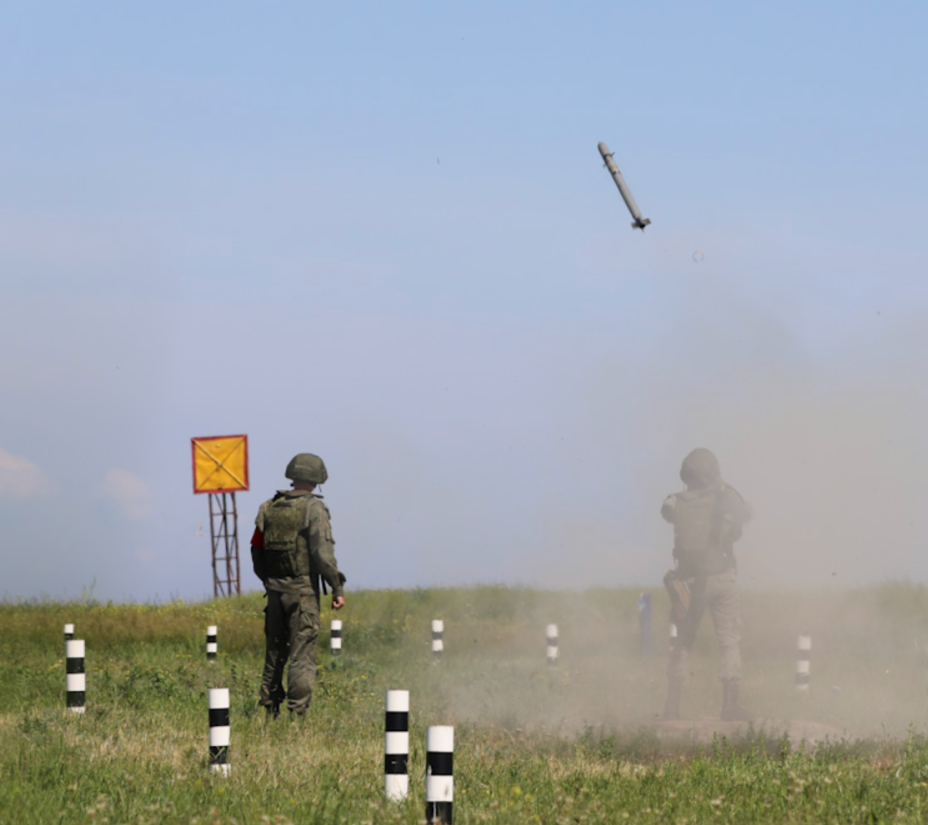
Tên lửa vác vai vừa rời ống phóng

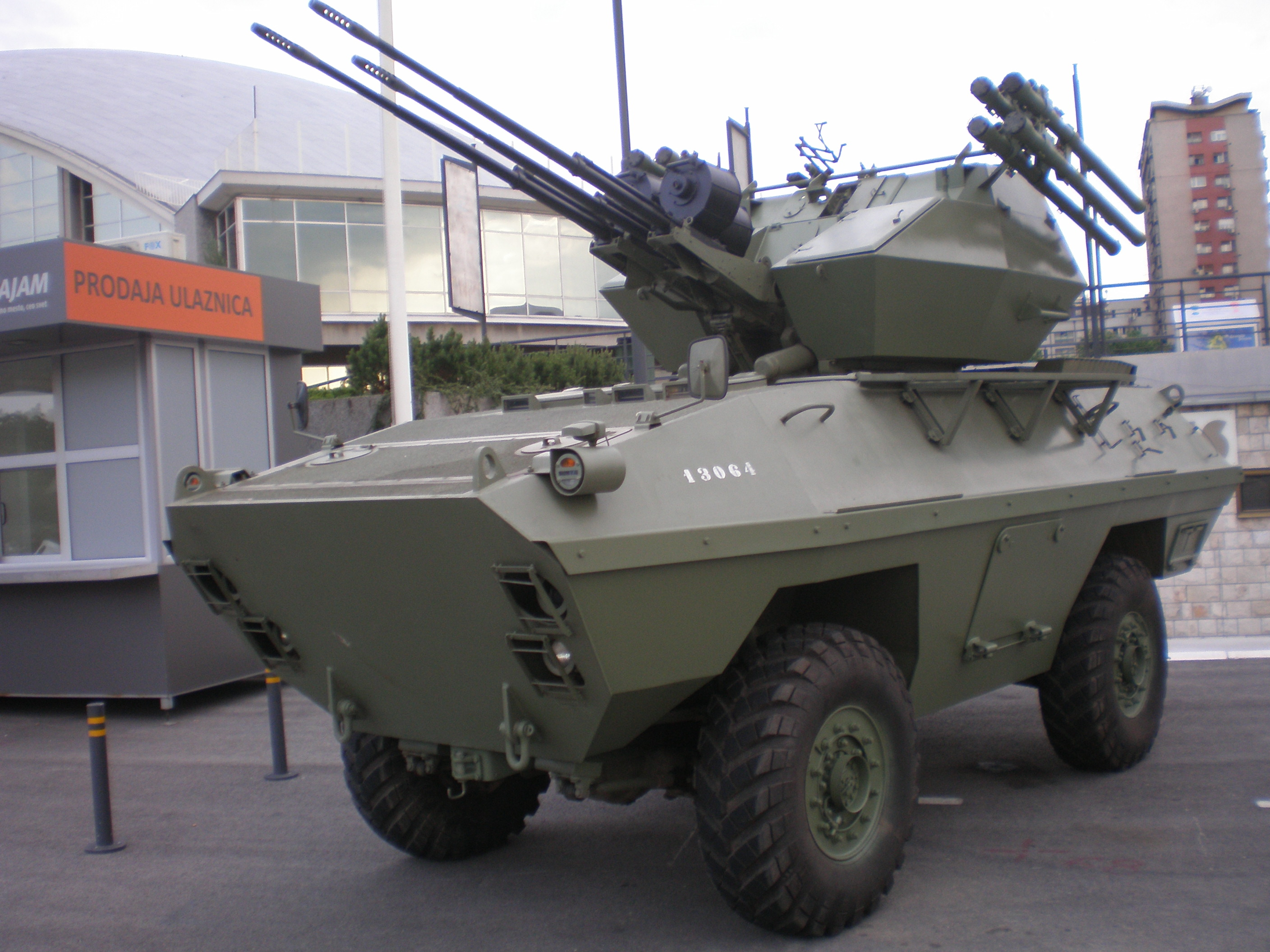
Xe thiết giáp BOV-3 với 8 ống phóng Strela 2

- Trung Quốc
  - HN-5
  - HN-6
  - QW-1
  - QW-11
  - QW-11G
  - QW-1A
  - QW-1M
  - QW-2
  - QW-3
  - FN-6
  - QW-1 Vanguard
  - TB-1
- Pháp
  - Mistral 1
  - Mistral 2
  - Mistral 3
- Vương Quốc Anh
  - Blowpipe
  - Javelin
  - Starburst
  - Starstreak
- Ấn Độ
  - MPDMS
  - VSHORAD[28]
- Iran
  - Misagh-1
  - Misagh-2
  - Misagh-3
  - Qaem[29][30]
- Italy
  - New VSHORAD[31]
- Nhật
  - Type 91 (SAM-2, SAM-2B)
- Pakistan
  - Anza
- Ba Lan
  - Grom
  - Piorun
- Romania
  - CA-94:
    - CA-94M
- Liên Xô/Nga
  - 9K32M 'Strela-2' (SA-7)
  - 9K36 'Strela-3' (SA-14)
  - 9K310 'Igla-M' (SA-16)
  - 9K38 'Igla' (SA-18)
  - 9K338 ' Igla-S' (SA-24)
  - 9K333 'Verba' (SA-25)
- Thụy Điển
  - RBS 70
    - RBS 70 NG
- Mỹ
  - FIM-43 'Redeye'
  - FIM-92 'Stinger'
- Hàn Quốc
  - Chiron
- Bắc Triều Tiên
  - HT-16PGJ[cần dẫn nguồn]
- Thổ Nhĩ Kỳ
  - Sungur MANPAD
    - PorSav[32][33]

### Thị trường chợ đen
Dù MANPADS được sử dụng và sở hữu bởi lực lượng quân đội chính phủ các nước tuy nhiên qua các cuộc nổi dây chính trị, chiến tranh, hàng ngàn hệ thống tên lửa vác vai đã bị tuồn ra ngoài chợ đen. Vào những năm 1998–2018, có ít nhất 72 tổ chức khủng bố/phi chính phủ sở hữu loại tên lửa nguy hiểm này. Tại Mỹ luật pháp cấm công dân bình thường sở hữu MANPADS.

## External links
- MANPADS Proliferation Lưu trữ ngày 31 tháng 8 năm 2006 tại Wayback Machine—links to hundreds of documents on MANPADS, their proliferation, and control efforts
- Man-Portable Air Defence Systems (MANPADS) Small Arms Survey Research Note
- Man Portable Missiles vs Airliners
- Are Helicopters Vulnerable?—Analysis of MANPADS effectiveness.
- MANPADS: Combating the Threat to Global Aviation from Man-Portable Air Defense Systems